# Kabbalistische Lehrtafel

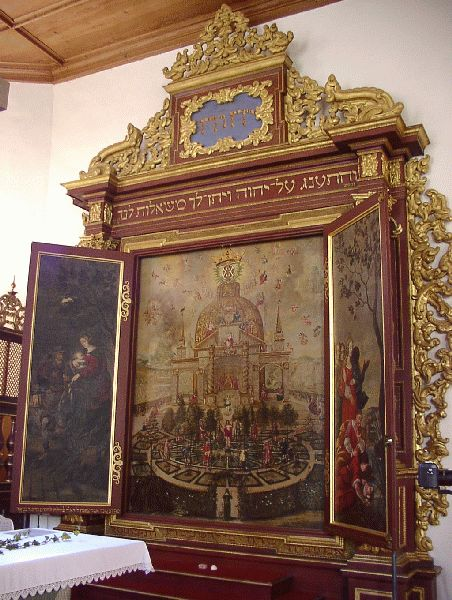
Die Lehrtafel im geöffneten Zustand

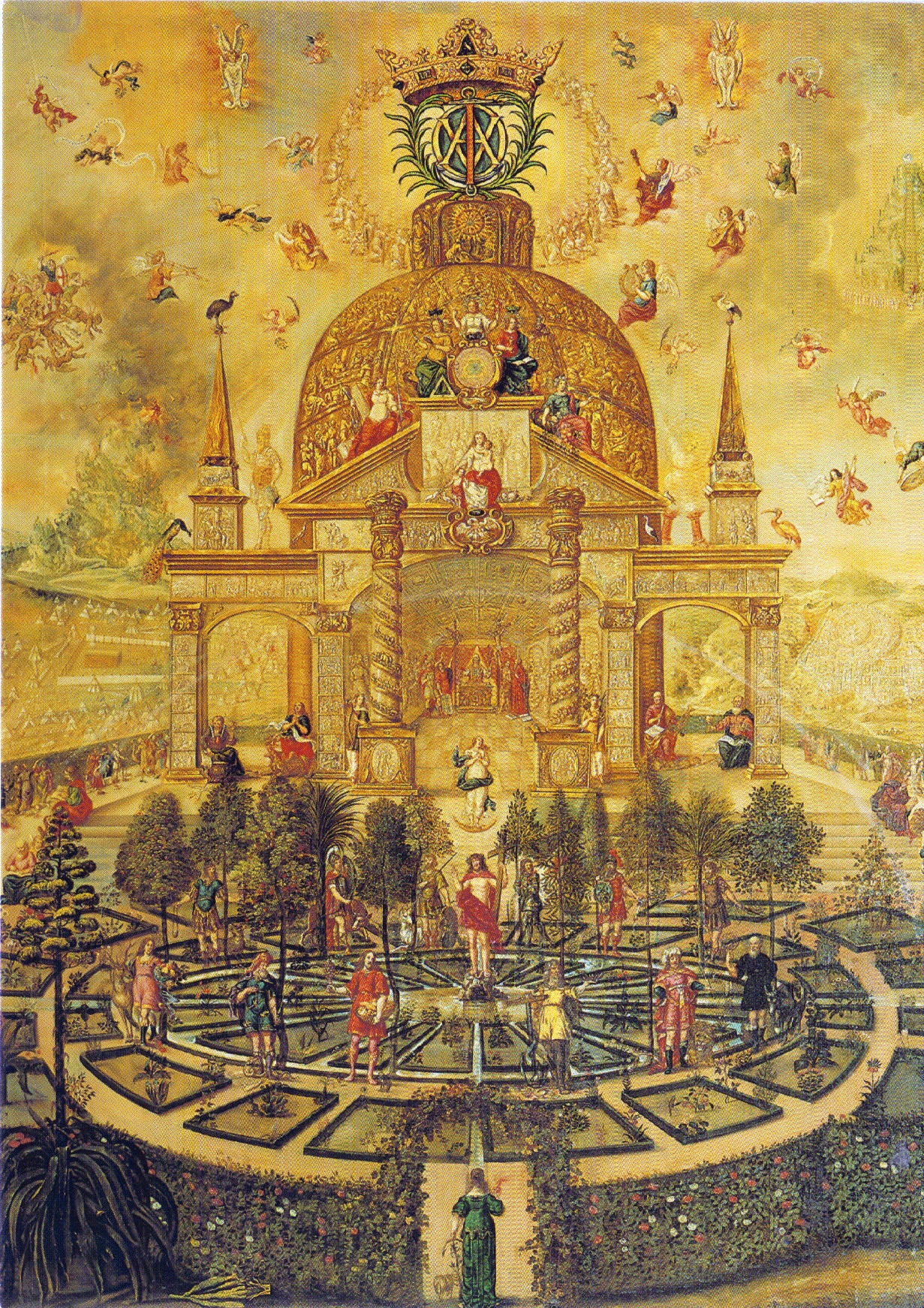
Hauptbild (1659–1663)

Die kabbalistische Lehrtafel ist ein Triptychon in der evangelischen Dreifaltigkeitskirche im Stadtteil Bad Teinach der Stadt  Bad Teinach-Zavelstein mit Motiven zur jüdischen Geheimlehre der Kabbala. Es wurde nach dem Dreißigjährigen Krieg von der herzoglichen  Prinzessin Antonia von Württemberg (1613–1679) veranlasst und 1673 gestiftet.
Das Bild, das wohl unter dem Eindruck eines Bekehrungserlebnisses Antonias und unter Mithilfe eines gelehrten Beraterkreises von 1652 an entworfen wurde, ist in den Jahren 1659–1663 von Johann Friedrich Gruber (um 1620–1681), dem Maler am Stuttgarter Fürstenhof, in Form und Farbe umgesetzt worden. 1673 erfolgte die Aufstellung des Gemäldeschreins in der Dreifaltigkeitskirche in Teinach, dem Ort, an dem die fürstliche Familie ihre Ferien verbrachte. Das Gesamtaußenmaß des Schreins, der die rechte Seite des Altarraumes vollständig einnimmt beträgt 5,10 m in der Breite und 6,50 m in der Höhe.
Auf diesem als aufklappbares Triptychon gestalteten Kunstwerk ist ein symbolträchtiges biblisches Geschehen in christlich-kabbalistischer Ausdeutung zu sehen. Das Kunstwerk umfasst mit seinem spirituellen Weltsystem "totius mundi" die geistige Evolution der Menschheit von deren Anfängen bis zur Gegenwart. Das Werk weist Wege zu einer spirituellen Weltschau: Diese geschieht durch mystische Initiationswege. Neben einer Einführung in die Sephiroth-Lehre der Kabbala und ihrer christlichen Umdeutung im Humanismus sind in der Lehrtafel Aspekte pietistischer individueller Frömmigkeit enthalten.
Die Lehrtafel zeichnet sich also durch die Kombination einer Vielzahl von Anregungen aus. Genannt seien:
1. Die Kabbala. Für den kabbalistischen Hintergrund wurde vor allem der Hebraist Johann Jacob Strölin wichtig.
2. Das Tugendsystem mit der antiken Tradition der Kardinaltugenden und der christlichen Tradition der Theologischen Tugenden. Die herkömmliche Personifikation der Tugenden durch weibliche Gestalten hat bei der Kombination von Tugendbaum und Sephirothbaum in der Lehrtafel einen Geschlechtertausch bewirkt, vor allem eine weitgehende Feminisierung gegenüber der patriarchal ausgerichteten Kabbala: für die Sephiroth 1 – 9 stehen weibliche Gestalten, für die 10. Sephira (Schechina) Jesus Christus. Anregend wirkte hier Johann Valentin Andreaes Schrift Ein geistliches Gemäld (1615), die schon vorher als eine Vorstufe für die zum Teil durch den in Bietigheim an der Enz wohnhaften Kunstmaler Conrad Rotenburger (1579–1633) seit 1614–1618 ausgeführte einstige, am 9. Oktober 1618 beim Stadtbrand zerstörte, Ausmalung der Evangelischen Stadtkirche in Andreaes Amtsstadt Vaihingen an der Enz anzusehen ist.  Die Wandmalereien hatten christliche Tugenden und visuelle Summarien der Heilsgeschichte dargestellt.
3. Das Konzept der Biblischen Summarien. Johann Valentin Andreae hat das von Veit Dietrich (1506–1549) in seinen Summaria über das Alte (1541) und das Neue Testament entwickelte Konzept der Biblischen Summarien offensichtlich schon als Vaihinger Diaconus aufgenommen und damit den Kunstmaler Conrad Rotenburger und dann auch die Prinzessin Antonia von Württemberg angeregt. Deren Mathematiklehrer Johann Jacob Heinlin hatte ebenfalls in seinem einstigen Amtsort Bietigheim an der Enz an die auf Betreiben Andreaes gerade dort durch Rotenburger künstlerisch zu würdigen versuchte  Tradition der Biblischen Summarien angeknüpft und sie später mit zwei Bände (1659 bzw. postum 1662) umfassenden Beiträgen zu den württembergischen Summarien unterstützt.
4. Das barocke Konzept der „edlen Vielfalt“, das an die antike Tradition der umfassenden (enzyklopädischen) Bildung anknüpft. Hier wurde der klassisch-philologisch gebildete Theologe Johann Lorenz Schmidlin I. wichtig.
5. Die in der Renaissancezeit besonders seit Andrea Alciato entwickelte Emblematik (Sinnbildkunst). Erst 1974 wurde in der Forschung zur Lehrtafel auf ein für deren Entstehung besonders wichtiges Emblembuch hingewiesen. Es stammt von Johann Ebermeier (auch: Ebermaier), Stadtpfarrer in Zavelstein und im Filialort Teinach im Schwarzwald, der mit Andreae und der Prinzessin Antonia von Württemberg in Verbindung stand, und trägt den Titel New Poetisch Hoffnungs-Gärtlein. Zum Beispiel trägt das 270. Emblem in Ebermeiers Buch die Überschrift "Emblema Illustriß[imae]. & [et] Celssissimae Dominae, D[ominae]. Antoniae, Ducissae VVürttemb[ergiae]. Praemium spei, corona".  Das bekrönte und von einem Anker als Hoffnungssymbol überdeckte Monogramm "A V" der Prinzessin findet sich zuoberst auf dem Innenbild der Lehrtafel mit der Darstellung der zehn Abglänze (Sephiroth) Gottes.